# Mattia ben Cheresch
Mattia ben Cheresch (Mattja ben Cheresch oder auch Charasch; * in Judäa) war ein jüdischer Gelehrter des Altertums; er wirkte im zweiten nachchristlichen Jahrhundert und zählt zu den späten Tannaiten der sogenannten zweiten Generation.
Er war Schüler des Elieser ben Hyrkanos und lehrte in Rom, wo er eine Schule gründete, unmittelbar vor dem hadrianischen Krieg.
Sein in den Sprüchen der Väter (IV., 5) überlieferter Wahlspruch lautet: „Komme jedermann mit einem Gruß zuvor. Sei lieber der Schwanz des Löwen als das Haupt des Fuchses.“